# Kohei Yoshioka
Kohei Yoshioka (吉岡 航平 Yoshioka Kohei?), född 22 april 1985 i Tokyo prefektur, är en japansk fotbollsspelare.
Yoshioka började sin karriär 2008 i SC Sagamihara. 2013 flyttade han till Grulla Morioka. Efter Grulla Morioka spelade han för Fujieda MYFC. Han avslutade karriären 2015.